# 椿峠 (福井県)
椿峠（つばきとうげ）は、福井県三方郡美浜町にある峠であり、標高は50mである。

## 概要
旧丹後街道に位置する椿峠は車の通行ができない徒歩道である、並行してJR小浜線が通っており、坂尻から佐柿へのかつての街道筋は線路により分断されている。現在、この峠のすぐ南側には福井県道225号敦賀美浜線（旧国道27号）の椿トンネルが貫通している。また、北西を走る若狭広域農道の坂尻トンネル、南東を走る国道27号美浜東バイパスの国吉城トンネルも、広義とすれば椿峠の下を貫いている。

## 歴史
歴史的には大変重要な峠で若狭国の東端を固める自然の要塞として機能してきた。敦賀市と美浜町を分ける関峠よりもさらに西側にあり、戦国時代には軍事上の要衝として、峠の南側の標高197mの城山に国吉城が粟屋勝久により築かれ、越前国朝倉氏の侵攻に抗した。若狭国の西端の吉坂峠と並んで歴史上重要なポイントとして挙げられる。地理的には福井県に名前の残る峠の中で最も標高が低い峠である。

## 道路状況
現在はトンネルが貫いており、道路状況は良い部類に入る峠である。特に坂尻トンネル、国吉城トンネルは近年掘られたトンネルということもあり、非常に明るく走りやすい。2009年（平成21年）3月29日には国吉城トンネルを含む国道27号美浜東バイパスが全線開通し、椿トンネルの西側まで延伸した。2015年（平成27年）4月1日には椿トンネルは国道指定を解除され、前後の区間と共に福井県道225号敦賀美浜線に編入された。

## 峠附近からの接続道路
- 国道27号
- 福井県道225号敦賀美浜線
- 若狭広域農道